# Wellnhoferia
Wellnhoferia là một chi chim tiền sử có họ hàng gần với Archaeopteryx. Nó sống tại nơi ngày nay là Đức, trong thời kỳ cuối kỷ Jura. Dù có bề ngoài giống Archaeopteryx, Wellnhoferia có đuôi và ngón chân thứ tư ngắn hơn.